# Partecipanti alla Eschborn-Francoforte 2025
Elenco dei partecipanti all'Eschborn-Francoforte 2025.
L'Eschborn-Francoforte 2025 è stata la sessantaduesima edizione della corsa. Alla competizione presero parte 18 squadre: 14 iscritte all'UCI World Tour 2025 e 4 UCI ProTeam.
Ciascuna delle squadre è composta da 7 ciclisti, per un totale di 126 accreditati alla partenza.

## Corridori per squadra
Nota: R ritirato, NP non partito, FT fuori tempo, SQ squalificato
| Red Bull-Bora-Hansgrohe | Red Bull-Bora-Hansgrohe | Red Bull-Bora-Hansgrohe | Cofidis                | Cofidis                | Cofidis                | EF Education-EasyPost | EF Education-EasyPost | EF Education-EasyPost |
| ----------------------- | ----------------------- | ----------------------- | ---------------------- | ---------------------- | ---------------------- | --------------------- | --------------------- | --------------------- |
| Nº                      | Ciclista                | Clas.                   | Nº                     | Ciclista               | Clas.                  | Nº                    | Ciclista              | Clas.                 |
| 1                       | Emil Herzog             | 23º                     | 11                     | Alex Aranburu          | 18º                    | 21                    | Neilson Powless       | 4º                    |
| 2                       | Roger Adrià             | 42º                     | 12                     | Jonathan Lastra        | 16º                    | 22                    | Samuele Battistella   | R                     |
| 3                       | Giovanni Aleotti        | 33º                     | 13                     | Stefano Oldani         | 7º                     | 23                    | Mikkel Honoré         | 39º                   |
| 4                       | Nico Denz               | 9º                      | 14                     | Paul Ourselin          | R                      | 24                    | Alastair MacKellar    | 76º                   |
| 5                       | Laurence Pithie         | R                       | 15                     | Anthony Perez          | 68º                    | 25                    | Jack Rootkin-Gray     | R                     |
| 6                       | Frederik Wandahl        | 5º                      | 16                     | Sergio Samitier        | 21º                    | 26                    | Colby Simmons         | 84º                   |
| 7                       | Sam Welsford            | R                       | 17                     | Dylan Teuns            | 63º                    | 27                    | Michael Valgren       | 32º                   |
| Lidl-Trek               | Lidl-Trek               | Lidl-Trek               | Soudal Quick-Step      | Soudal Quick-Step      | Soudal Quick-Step      | Alpecin-Deceuninck    | Alpecin-Deceuninck    | Alpecin-Deceuninck    |
| Nº                      | Ciclista                | Clas.                   | Nº                     | Ciclista               | Clas.                  | Nº                    | Ciclista              | Clas.                 |
| 31                      | Thibau Nys              | 35º                     | 41                     | Max Schachmann         | 29º                    | 51                    | Jasper Philipsen      | R                     |
| 32                      | Andrea Bagioli          | 57º                     | 42                     | Mattia Cattaneo        | 34º                    | 52                    | Gal Glivar            | 85º                   |
| 33                      | Simone Consonni         | R                       | 43                     | Gil Gelders            | 43º                    | 53                    | Michael Gogl          | R                     |
| 34                      | Tim Declercq            | R                       | 44                     | Antoine Huby           | 56º                    | 54                    | Juri Hollmann         | 86º                   |
| 35                      | Søren Kragh Andersen    | 52º                     | 45                     | Paul Magnier           | 91º                    | 55                    | Timo Kielich          | 64º                   |
| 36                      | Albert Philipsen        | 6º                      | 46                     | A. Raccagni Noviero    | 55º                    | 56                    | Xandro Meurisse       | 19º                   |
| 37                      | Tim Torn Teutenberg     | 83º                     | 47                     | Jordi Warlop           | R                      | 57                    | Emiel Verstrynge      | 47º                   |
| Tudor Pro Cycling Team  | Tudor Pro Cycling Team  | Tudor Pro Cycling Team  | UAE Team Emirates XRG  | UAE Team Emirates XRG  | UAE Team Emirates XRG  | Bahrain Victorious    | Bahrain Victorious    | Bahrain Victorious    |
| Nº                      | Ciclista                | Clas.                   | Nº                     | Ciclista               | Clas.                  | Nº                    | Ciclista              | Clas.                 |
| 61                      | Julian Alaphilippe      | 69º                     | 71                     | Nils Politt            | 51º                    | 81                    | Matej Mohorič         | 67º                   |
| 62                      | Lucas Eriksson          | 88º                     | 72                     | Alessandro Covi        | 11º                    | 82                    | Roman Ermakov         | 71º                   |
| 63                      | Robin Froidevaux        | R                       | 73                     | Vegard S. Laengen      | 59º                    | 83                    | Andrea Pasqualon      | R                     |
| 64                      | Marc Hirschi            | 8º                      | 74                     | Rui Oliveira           | 60º                    | 84                    | Robert Stannard       | R                     |
| 65                      | Alexander Krieger       | 87º                     | 75                     | António Morgado        | 37º                    | 85                    | Torstein Træen        | 30º                   |
| 66                      | Rick Pluimers           | 40º                     | 76                     | Florian Vermeersch     | 53º                    | 86                    | Sergio Tu             | R                     |
| 67                      | Fabian Weiss            | 72º                     | 77                     | Tim Wellens            | NP                     | 87                    | Edoardo Zambanini     | 12º                   |
| Team Jayco AlUla        | Team Jayco AlUla        | Team Jayco AlUla        | Uno-X Mobility         | Uno-X Mobility         | Uno-X Mobility         | Israel-Premier Tech   | Israel-Premier Tech   | Israel-Premier Tech   |
| Nº                      | Ciclista                | Clas.                   | Nº                     | Ciclista               | Clas.                  | Nº                    | Ciclista              | Clas.                 |
| 91                      | Michael Matthews        | 1º                      | 101                    | Magnus Cort Nielsen    | 2º                     | 111                   | Stephen Williams      | R                     |
| 92                      | Alessandro De Marchi    | 66º                     | 102                    | Martin Urianstad       | R                      | 112                   | Pascal Ackermann      | R                     |
| 93                      | Davide De Pretto        | 28º                     | 103                    | Fredrik Dversnes       | 24º                    | 113                   | Hugo Houle            | 13º                   |
| 94                      | Paul Double             | 65º                     | 104                    | Ådne Holter            | 70º                    | 114                   | Michael Schwarzmann   | R                     |
| 95                      | Luke Durbridge          | R                       | 105                    | Anders Johannessen     | 58º                    | 115                   | Jake Stewart          | R                     |
| 96                      | Felix Engelhardt        | 26º                     | 106                    | Andreas Leknessund     | 25º                    | 116                   | Tom Van Asbroeck      | 78º                   |
| 97                      | Mauro Schmid            | R                       | 107                    | Sakarias Koller Løland | 38º                    | 117                   | Ethan Vernon          | 82º                   |
| Movistar Team           | Movistar Team           | Movistar Team           | Team Picnic PostNL     | Team Picnic PostNL     | Team Picnic PostNL     | Intermarché-Wanty     | Intermarché-Wanty     | Intermarché-Wanty     |
| Nº                      | Ciclista                | Clas.                   | Nº                     | Ciclista               | Clas.                  | Nº                    | Ciclista              | Clas.                 |
| 121                     | Iván García Cortina     | R                       | 131                    | Warren Barguil         | 10º                    | 141                   | Georg Zimmermann      | 46º                   |
| 122                     | Jon Barrenetxea         | 3º                      | 132                    | Robbe Dhondt           | 92º                    | 142                   | Francesco Busatto     | 36º                   |
| 123                     | William Barta           | R                       | 133                    | Nils Eekhoff           | R                      | 143                   | Alexander Kamp        | 75º                   |
| 124                     | Ruben Guerreiro         | 15º                     | 134                    | Sean Flynn             | R                      | 144                   | Arne Marit            | 90º                   |
| 125                     | Gregor Mühlberger       | 31º                     | 135                    | Enzo Leijnse           | R                      | 145                   | Jonas Rutsch          | 44º                   |
| 126                     | Diego Pescador          | 22º                     | 136                    | Tobias Lund Andresen   | 41º                    | 146                   | Dion Smith            | 61º                   |
| 127                     | Gonzalo Serrano         | 45º                     | 137                    | Kevin Vermaerke        | 73º                    | 147                   | Roel Sintmaartensdijk | 89º                   |
| XDS Astana Team         | XDS Astana Team         | XDS Astana Team         | Q36.5 Pro Cycling Team | Q36.5 Pro Cycling Team | Q36.5 Pro Cycling Team | Arkéa-B&B Hotels      | Arkéa-B&B Hotels      | Arkéa-B&B Hotels      |
| Nº                      | Ciclista                | Clas.                   | Nº                     | Ciclista               | Clas.                  | Nº                    | Ciclista              | Clas.                 |
| 151                     | Max Kanter              | 77º                     | 161                    | Matteo Badilatti       | 27º                    | 171                   | Jenthe Biermans       | 80º                   |
| 152                     | Cees Bol                | R                       | 162                    | Sjoerd Bax             | 49º                    | 172                   | Élie Gesbert          | R                     |
| 153                     | Henok Mulubrhan         | 50º                     | 163                    | Gianluca Brambilla     | R                      | 173                   | Donavan Grondin       | R                     |
| 154                     | Alessandro Romele       | 81º                     | 164                    | Fabio Christen         | 14º                    | 174                   | Michel Ries           | 54º                   |
| 155                     | Haoyu Su                | R                       | 165                    | David de la Cruz       | 20º                    | 175                   | Florian Sénéchal      | R                     |
| 156                     | Mike Teunissen          | 79º                     | 166                    | David Gonzalez         | 48º                    | 176                   | Embret Svestad        | 74º                   |
| 157                     | Simone Velasco          | 17º                     | 167                    | Harm Vanhoucke         | 62º                    | 177                   | Pierre Thierry        | R                     |